# Åke Axelsson (Tott)
Åke Axelsson (Tott), död 1477, var riksråd i Danmark. Han var son till Axel Pedersson (Tott) och Cathrine Krognos, så det kan sägas att han tillhörde gränsadeln, som ibland verkade kraftfullt i politiska och militära frågor under unionstiden med Danmark och Norge.
Åke Axelsson var 1434 under Engelbrekt Engelbrektssons resning hövitsman på Falkenbergs slott och senare faderns efterträdare som länsherre på  Varbergs slott med Varbergs slottslän och Falkenbergs slottslän. Han blev invecklad i sin broder Ivars strid med kung Kristian I, och kom därför att 1469 mista båda länen. Han återfick Varbergs slottslän 1473 och behöll det till sin död.
Gift med Märta Bengtsdotter (Vinstorpaätten). Begravd i Varbergs Gamlebys kyrka.

## Barn
- Iliana (Elin) Åkesdotter (Tott), gift med riksmarsken Tord Karlsson (Bonde) i ett ovanligt praktfullt bröllop som på kung Karl Knutson (Bonde)s bekostnad firades i Vadstena i februari 1455
- Erik Åkesson (Tott), riddare och danskt riksråd
- Hans Åkesson (Tott), riddare och svenskt riksråd
- Ingeborg Åkesdotter (Tott) gift med riksföreståndaren Sten Sture den äldre
- Jöran Åkesson (Tott), svenskt riksråd
- Bengt Åkesson (Tott), riddare
- Claus Åkesson (Tott), gjorde dansk krigstjänst
- Axel Åkesson (Tott)